# (6528) Boden
(6528) Boden es un asteroide perteneciente al cinturón de asteroides, región del sistema solar que se encuentra entre las órbitas de Marte y Júpiter, descubierto el 21 de marzo de 1993 por el equipo del Uppsala-ESO Survey of Asteroids and Comets desde el Observatorio de La Silla, Chile.

## Designación y nombre
Designado provisionalmente como 1993 FL24. Fue nombrado  por Boden, una ciudad de la provincia de Norbotnia, en el norte de Suecia, es el lugar de nacimiento de Mats Lindgren, uno de los descubridores de este objeto. La fortaleza de Boden, situada en el interior de las suaves colinas boscosas que rodean la ciudad, formaba parte a principios del siglo XX de la línea de defensa del norte de Suecia.

## Características orbitales
Boden está situado a una distancia media del Sol de 2,254 ua, pudiendo alejarse hasta 2,645 ua y acercarse hasta 1,863 ua. Su excentricidad es 0,174 y la inclinación orbital 3,056 grados. Emplea 1235,98 días en completar una órbita alrededor del Sol.

## Características físicas
La magnitud absoluta de Boden es 14,31. Tiene 3,965 km de diámetro y su albedo se estima en 0,339.